# أل كلارك (لاعب كرة قدم أمريكية)
أل كلارك (بالإنجليزية: Al Clark) هو لاعب كرة قدم أمريكية أمريكي، ولد في 29 فبراير 1948 في بوغالوسا في الولايات المتحدة، وتوفي في 4 يونيو 2004.

## وصلات خارجية
- أل كلارك على موقع مرجع كرة القدم المحترفة.كوم (الإنجليزية)
- أل كلارك على موقع JustSportsStats.com (الإنجليزية)